# Sachsen bei Ansbach
Sachsen là một đô thị ở huyện Ansbach bang Bayern nước Đức. Đô thị Sachsen bei Ansbach có diện tích 20,95 km², dân số thời điểm ngày 31 tháng 12 năm 2006 là 3240 người.